# 西遊記 (1994年のテレビドラマ)
『西遊記』（さいゆうき）は、1994年4月8日より9月23日まで毎週金曜日20:00 - 20:54に、日本テレビ系列の「金曜20時」枠で放送されていた日本のテレビドラマ。主演は唐沢寿明と牧瀬里穂。
1978年から1980年に放送されていた『西遊記』（堺正章・夏目雅子主演）の平成版であり、日本テレビのテレビドラマとしては4作品目にあたる。
資料によっては、『新・西遊記』と記載されている。

## 概要
本作品は、1993年に特別番組として制作された本木雅弘・宮沢りえ主演版が好評だったことから連続ドラマとして制作されたが、設定や俳優陣は一新されており、続編ではない。堺正章版や本木雅弘版では描かれなかった天竺への到着が本作品でようやく描かれるという内容も、それらとは異なる点である。
堺正章版との差別化を図るため、過去シリーズより大きく脚色している。登場する妖怪たちが一部を除き、妖怪の王・提婆達多の配下にある妖怪・羅刹女率いる妖怪軍団として組織化されており、提婆達多軍団との戦いに重点を置いている。
原作と堺正章版の玉龍に相当する白竜の人間体は、最初から登場する。また、沙悟浄、猪八戒、白竜は提婆達多の配下から改心して三蔵法師のお供になったうえ、沙悟浄と猪八戒は普段は人間の姿となっており、緊急時には沙悟浄は河童、猪八戒は豚の妖怪の姿（着ぐるみ）に変身して戦うという設定である。第14話では、孫悟空の顔にメイクをした「斉天大聖」という形態が登場した。
主役の唐沢は過去のスタントマン経験を生かし、ほとんど吹き替えなしでアクションシーンを演じた。また、特撮シーンには当時としては画期的なCGが多用されている。一見すると中国ロケのような村の風景は、北海道登別市に当時存在していた中国風テーマパークの天華園（1999年に閉鎖）で撮影された。
プロ野球ナイター中継による休止が多く、当初は全22話の予定であったが全17話で終了した。
ビデオはバップから第1話を収録した第1巻のみが1994年に発売されたが絶版となっており、2022年6月現在、DVD版・Blu-ray版はリリースされていない。

## キャスト

### 三蔵一行
孫悟空
演 - 唐沢寿明
石から生まれた石猿。釈迦と観音から戦う力を与えられた。自分が「釈迦と対等だ」と言ってしまったために釈迦に岩山に閉じ込められてしまった。三蔵法師に岩山から解放され、緊箍児を頭にはめられてしまったため三蔵のお供になった。他の三蔵の弟子たちの兄貴分としてその手腕を発揮する。勇気と思いやりを兼ね備えた性格だが短気で落ち込みやすいところもある。戦闘能力が高く如意棒を駆使して敵と戦う。当初は人間の愛や心を理解できないでいたが、最終回で三蔵との旅で人間の心を持ち人を信じることが出来たと自暴自棄になった三蔵に言っている。白竜曰く「失敬な奴」で三蔵曰く「少々短気な者」。
三蔵法師
演 - 牧瀬里穂
太宗皇帝から三蔵法師の法名を与えられた僧。天竺まで有り難い経典を取りに旅に出る。旅の途中で白竜、悟空、悟浄、八戒を弟子にする。非常に慈悲深い性格で白竜は長安で彼に助けられたためそれを恩義に感じて弟子になる。意地っ張りで頑固で弟子に向かって「破門する」「修行が足りませんよ」と言うのが口癖。その反面、精神的に脆いところもあり気分次第ですぐに考え方を変えたり、時折弟子の食糧を盗み食いするといった行動に出ることもあるので全くの堅物というわけではない。最終回で腐敗した天竺に絶望して麻薬中毒に陥ったが、本当に大切なものが経典ではなく仲間と人の心であるということを悟って立ち直る。
沙悟浄
演 - 柄本明
羅刹女の部下だった河童の妖怪。寺の和尚（八戒の変装）の執事に化けて三蔵を地獄に連れて行こうとするが、悟空に戦いを挑んで一度は命を落とす。しかし、三蔵に命を助けられその恩返しとして天竺行きのお供をすることになる。しかし、天竺行きの一番の目的は金儲けのためであり金にがめつい。また、三蔵法師に命を助けられた際には「このご恩は一生忘れません」と忠誠を誓っておきながら、きっかけ一つですぐに裏切る。しかしながら、回を追うごとに三蔵の優しい気持ちに影響されていく。金にがめつくなってしまった理由には彼が子供の頃に父親から何も買ってもらえなかったことがその背景にあるようである。しかし頭は良く、科学、地理、経済、歴史、天文学の知識に秀でている。戦闘時には人間の姿から河童の姿になり口から吐く息で敵を凍らせる。時折、三蔵のことを「シロ坊主」と呼んでいる。三蔵曰く「お金に卑しい者」。
猪八戒
演 - 小倉久寛
羅刹女の部下だった豚の妖怪。悟浄と組んで寺の和尚に化けて三蔵を地獄に連れて行こうとするが、悟空に戦いを挑んで一度は命を落とす。しかし三蔵法師に命を助けられ、その恩返しとして天竺行きのお供をすることになる。しかし天竺行きの一番の目的は女であり女性への執着心が病気のように強い。食欲旺盛なために旅に必要な食糧を一人でつまみ食いすることもよくあり仲間たちの頭をいつも悩ませている。そのせいか仲間内ではいつも損な役回りが多い（毒見や三蔵の身代わりなど）。悟浄同様、三蔵法師に忠誠を誓っておきながらきっかけ一つですぐに裏切る。しかしながら悟浄同様回を追うごとに三蔵の優しい気持ちに影響されていく。戦闘時には人間の姿から豚の姿に変わり口から炎を吐く。悟浄のことを親友だと思っている。三蔵曰く「女にだらしない者」。
白竜
演 - 柳沢慎吾
羅刹女の部下・兇竜の息子。太宗皇帝の馬に化けて皇帝を殺そうとしたが失敗。皇帝の命令によって処刑されそうになるが三蔵に助けられる。三蔵に深く恩義を感じて弟子になるが、そのことにより提婆達多に父親を処刑されてしまう。以後、三蔵の馬として天竺行きのお供をすることになる。男らしく義理堅い性格で三蔵に対する忠誠心が一番高いといえる。羅刹女の部下だったころは自ら兵を率いて戦っていたが、三蔵の弟子になってからは滅多に戦闘に参加することはなかった。他の弟子たちの戦い振りを横で見ているか、突込みを入れるかの役割をしている。第16話で羅刹女の手にかかり絶命するも竜に生まれ変わって昇天する。

### 提婆達多群
羅刹女
演 - 余貴美子
提婆達多配下の妖怪の女性。人間の女に成りすまして太宗皇帝の妻となり子供を身篭り皇帝を殺して大唐帝国の実権を握ろうとするが三蔵法師の邪魔により失敗。以後、妖怪軍団を率いて三蔵法師の命を狙うようになる。冷酷非情な性格で誰が死んでも動じずにいつも不気味な笑いをしている。人間を憎む理由は人間が妖怪を虐げてきたからだという。その反面、人間の仕掛けた罠に落ちて泣き出してしまうといった間抜けな一面もあり、その時には三蔵の弟子たちから馬鹿呼ばわりされた。第16話で絶命。
英竜
演 - 高知東急
兇竜の息子で羅刹女の部下。
艶竜
演 - 寺田千穂
兇竜の娘で羅刹女の部下。
英竜と艶竜は白竜の兄弟であるが、白竜が裏切ったために父親の兇竜が責任を取って処刑されたため、自分たちの命を守るためにやむを得ず羅刹女に従い前線で悟空たちと戦いを度々繰り広げる。第16話で絶命。
提婆達多
演 - 美輪明宏（声の出演）
妖怪の王で巨大な一つ目から発する炎が最大の武器。五百年前に悟空に敗れ、一度は絶命するがその死は多くの妖怪を作り上げた。三蔵が取経の旅に出る時には復活していた。三蔵の取経を阻止し、妖怪たちの世界を築き上げようと目論む。第16話で悟空の特攻を受け絶命。

### ゲスト
第1話 「オープニングスペシャル 豪華絢爛摩訶不思議、CG特撮笑いと涙、何でもありの超大作」
- 太宗皇帝 - 宝田明
- 兇竜 - 八名信夫
- 観世音菩薩 - 鳳蘭
- 旅人 - 垂水悟郎
- ナレーション - 堀勝之祐
- 高杉哲平、山宮近司、星野和治、杉林功、松谷力

第2話 「何でもかなう願いの木」
- 老婆 - 記平佳枝
- 農家の主 - 真実一路

第3話 「善人村には落とし穴」
- 広智坊 - 篠井英介
- 馬大人 - 三角八朗
- 麗芳 - 石倭裕子
- BOB藤原、津村和幸、皆川衆、尾井治安、新谷摩乃、藤田久美、松本かをり、小野千寿子、秋能晴子

第4話 「三蔵の心臓が食べられちゃう!」
- 春麗 - あめくみちこ
- 李白 - 日野陽仁
- 道順 - 小池栄
- 村越正輝、小森琴世、海老原麻紀、酒井寿、永田絢子、菊池香里

第5話 「怒りの三蔵vs．霊感大王」
- 卜全 - 阿藤海
- 天天 - 笠原清美
- 安安 - 桜むつ子
- 霊感大王 - 宮部昭夫
- 刑事妖怪 - 根本和史
- 医師妖怪 - 大島蓉子
- 重松収、浅見小四郎、掛田誠、陳潔、呉蕪来、荒川政和、小暮新一、上田純平、矢澤宏和、勝光徳、当山三郎、曵地伸之、安江幸司、金沢英俊

第6話 「霊界からよみがえった妖怪」
- 南大 - 園田裕久
- 外道神 - 南雲勇助
- 道徳 - 大山剛
- 柳珍 - 森本浩
- 児玉頼信、宮寺智子、武田卓馬、石井浩、堺勝朗

第7話 「如意棒が盗まれた!」
- 韋駄天小僧 - 山崎裕太
- 夜叉丸 - 池田史比古
- 井筒大介、宮田大輔、井上孝幸、渡辺新司、近藤大善、滝沢明弘、倉園しんじ、大石光志、菊地香理

第8話 「悟空vs．大たぬき妖怪!!」
- 村長 - 草薙幸二郎
- 美麗 - 鈴木聖子
- 恩来 - 大久保了
- 狸穴大王 - 中山正幻
- 岩永新悟、水木英昭、大沢正幸、大野雅之、築紫信幸、奥村正、上戸章、村岡弘之、井殿雅和

第9話 「悟空vs．時をこえる妖怪」
- 重来 - 倉田てつを
- 時獏 - 斉藤暁
- 佐藤優太、杉山嘉奈子、柴田綾太、村田俊、福田晃敬、宮崎基、中嶋修、熊谷芳之、沼田奈巳

第10話 「悟空破門! キント雲で金もうけ」
- 劉洪 - 頭師孝雄
- 李彪 - 山路和弘
- 医者 - 江藤漢
- 南川興、大鷹明良、小山昌幸、池上尚吾、村上良一、保村元治、野中博之、多田功、ヒロ英雄、松永太郎、菅田大輔、香川佑太郎、藍じゅん子、真大翔子、沢木麻知子、武田真輝、寺田利恵、黒田智恵、井原慶子

第11話 「未来を見通す家なき子」
- 香琳 - 浜崎あゆみ
- 周 - 山口粧太
- 胴元 - 友金敏雄
- 宿の女将 - 小林トシ江
- 加藤茂雄、門脇三郎、つじしんめい、伊予博史、井村倫敦、磯秀明、大島つかさ、中島元、松村冬風、清水かりん、矢部美穂、山口年男、吉田タカシ、清家将明、国東五郎、赤坂健太郎、加藤舞、池本麻紀、沢木麻美、大江智子、斉藤由香

第12話 「みんなまとめて破門します!?」
- 鈴蘭 - 馬渕英里何
- 源白 - 有薗芳記
- 源黄 - 吹越満
- 源黒 - 増田由紀夫
- 吉中六、町田政則、武蔵拳、楠見直己、新富重夫、大関正美、寺床秀太、渡部朋子、関根さち子、竹内ちさ子、大藤直樹、福沢博文、山田純世、小林美香、松浦美砂緒、真木かな、風間由美、高橋光江、吉田理沙、中島美紀、奥村ゆかり、野内洋子

第13話 「悟空vs．男をのろい殺す女妖怪!!」
- 金炎 - 竹井みどり
- 武竜 - 草川祐馬
- 独秀 - 横山あきお
- 河合隆司、宮田かずこ、春日亀千尋、津田真澄、今井あずさ、青葉かおり、逢坂美夜、水谷誠伺、三輪優子、宮本聖也、野口雅弘、谷川裕江、養田礼子、桂木唯、藤田典子、原千景、さわきゆきこ、紅地秋、今井彰一、大田沙也加、王建軍、恩田真澄

第14話 「悟空狂乱! 村人たち全員誘拐!」
- 俊英 - 米山善吉
- 香蘭 - 加賀千景
- 陳尚文 - 小池幸次
- 牛頭魔王 - Ronny santana
- 黒牛怪 - Andy Smith
- 玉蓮 - 太田久美
- 小英 - 永田貴嗣
- 森富士夫、徳山盛男、納見俊三千

第15話 「恐怖の妖怪収容所」
- 孫子 - 梅津栄
- 理空 - 大杉漣
- 石像 - 増子倭文江
- 連れの者 - 藤井直貴
- 村人 - 振掛さささ

第16話 「さよなら白竜・悟空vs．提婆最終決戦」
- 妙珍 - 大河内浩
- 家来 - 高崎隆二、大谷朗
- 佐藤一憲、松浦和彦、藤代篤彦、大塚智生、小山一仁、藤澤嘉、梶原千津子、伊藤里絵、吉田かおる、櫃割みゆき、服部美鈴、彩世雄也

最終話 「ついに到着! これが天竺大雷音寺だ!」
- マヤ - 高橋かおり
- 賊の頭 - 黒田隆哉
- ハヌマン - 佐藤正宏

## スタッフ
- プロデューサー - 小松伸生、西牟田知夫(日本テレビ)、鍋島壽夫、吉田多喜男(ライトヴィジョン)
- 脚本 - 柴英三郎、田上雄、深沢正樹、峯尾基三、和久田正明、尾西兼一、丸山比朗、尾崎将也、布勢博一、久松真一、吉村ゆう
- 音楽プロデューサー - 月光恵亮
- 音楽 - 前野知常
- 特撮監督 - 北浦嗣巳
- 主題歌
  - infix「傷だらけの天使になんてなりたいとは思わない」
第2話から第9話までと最終話はオープニングテーマ、第1話と第10話から第16話まではエンディングテーマ
  - infix「100万光年の彼方」
通常は挿入歌だが、最終話のみエンディングテーマとして使用された
- 撮影 - 末廣健治、津田豊滋、大石裕久
- 照明 - 久保重信、淡路俊之、津田道典
- 録音 - 福室直人、清水良樹
- 美術監督 - 佐々木修
- 美術 - 瀬下幸治
- 編集 - 太田義則、目崎和恵
- VE - 入山達彦
- スクリプター - 天池芳美、皆川悦子、國米美子、岡重佳子
- 助監督 - 佐藤隆之、桜井雅彦
- 制作担当 - 山下秀治
- 装飾 - 遠藤光男、佐々木博崇
- 装置 - 木村浩之
- 衣裳 - 千代田圭介、新井正人
- メイク - 佐々木精一、佐藤耕二
- 結髪 - 中澤妙子、中野秀俊
- 特殊メイクデザイン - 原口智生
- 特殊メイク - 宗理起也、織田尚
- 特殊造型 - 水野伸一
- 操演 - 亀甲船、上田健一、川口謙司
- 擬闘 - 二家本辰己
- スタント&アクション - アーバンアクターズ（榎本貴、遠藤城利、大滝明利、所博昭、福田亘、甲斐純一郎、熊谷芳之、宮崎基）
- エキストラ - あすなろプロモーション、セントラル子供タレント、TAMBA、早川プロダクション、クロキプロ、アクターズエージェンシー、テアトルアカデミー、JAC、セントラルスポーツタレント、東京児童劇団、丹波道場、倉田プロモーション、エレメンツ
- その他 - 河原崎洋央、伊方勝、むたあきこ
- ホースチーム - 川村英之、市川剛士
- 題字 - 片岡脩
- オンライン編集 - 古俣裕之
- M.A - 井上学
- 音響効果 - 柴崎憲治（サウンドボックス）
- 選曲 - 合田豊
- 監督助手 - 阿部雄一、廣瀬達雄、宮内貴子、麻生学、相原敏
- 撮影助手 - 南谷浩之、堤昇一
- 照明助手 - 田村明美、並川裕也、小野拡洋
- 録音助手 - 鈴木謙二、内山能明
- 美術助手 - 畠山雄一、秋山典子、瀬下幸治、矢内京子
- 持道具 - 大西桂子、佐々木尚
- 特殊メイク - 織田尚、岡保直子、高浜幹
- キャラクター造型 - 若狭新一、開米敏雄、高柳祐介
- 特殊造型助手 - 松沢孝昌、岩満薫
- 編集助手 - 藤城智康
- スチール - 斎藤里美
- 制作主任 - 朝比奈真一
- 制作進行 - 木村利明、斎藤勅彦
- 制作デスク - 新江佳子、渡部美智代

特撮班
- 特撮監督 - 北浦嗣巳
- 撮影 - 倉持武弘
- 照明 - 市川元一
- 美術 - 寺井雄二
- VE - 中塚政明
- CGディレクター - 尾崎至晃
- 視覚効果 - 小野寺浩、藤下忠男
- 監督助手 - 城本俊治、池上純哉
- 撮影助手 - 吉村誠一
- 照明助手 - 疋田善健、山本辰雄、成田一
- 美術助手 - 高橋勲
- 操演 - 根岸泉、村石義徳
- 画コンテ - 上野曙美
- 光学作画 - 山本英文
- 線画台技術 - 泉谷修、内田剛史
- マット画 - 上遠野恵介
- 光学撮影 - 佐藤元
- 特撮編集 - 大田和
- 制作進行 - 原田充
- CGアーティスト - 伊藤寿英、伊東孝、楢崎哲朗、松広翔次郎、佐々木稔
- 光学アニメーション - 日本エフェクトセンター

- 広報担当 - 織田弘美(日本テレビ)
- キャスティングディレクター - 前島良行
- CGコーディネーター - 豊田誠
- プロデューサー補 - 井上文雄、神田健一
- CG制作 - テクノネット
- 技術協力 - ビデオフォーカス
- スタジオ - 東宝ビルト
- 小道具 - 高津映画装飾
- 衣装 - 東宝コスチューム
- 装飾 - ポパイアート
- 美粧 - 山田かつら
- 撮影協力 - 登別中国庭園天華園、千葉県鋸山日本寺、洋風懐石与作、ニューうを彦
- 協力 - 登別市役所観光室、鋸山金谷かぢや旅館、㈱ブルーハイウェイライン、小笠原録化、日本照明、ガム、ホープスターズ、日本エフェクトセンター、グリフィス、マリンポスト、シーブイ・ワークシップ、ヴェルヴェットアイズバッジ、モンスターズ、開米プロダクション、パブリック・イメージ、仲屋むげん堂、はるばる屋、株式会社プラス・ワン
- 監督 - 一倉治雄、門奈克雄、杉村六郎、村田忍、吉田啓一郎、北浦嗣巳
- 制作協力 - ライトヴィジョン、バンダイビジュアル
- 製作著作 - 日本テレビ

## 放送日程
| 各話                                                       | 放送日        | サブタイトル                                                                  | 脚本              | 監督       | 視聴率 |
| ---------------------------------------------------------- | ------------- | ----------------------------------------------------------------------------- | ----------------- | ---------- | ------ |
| 第1話                                                      | 1994年4月08日 | オープニングスペシャル 豪華絢爛摩訶不思議、CG特撮笑いと涙、何でもありの超大作 | 柴英三郎          | 一倉治雄   | 12.2%  |
| 第2話                                                      | 4月29日       | 何でもかなう願いの木                                                          | 田上雄            | 門奈克雄   | 11.4%  |
| 第3話                                                      | 5月13日       | 善人村には落とし穴                                                            | 田上雄            | 一倉治雄   | 11.5%  |
| 第4話                                                      | 6月10日       | 三蔵の心臓が食べられちゃう!                                                   | 深沢正樹          | 一倉治雄   | 11.1%  |
| 第5話                                                      | 6月17日       | 怒りの三蔵vs．霊感大王                                                        | 峯尾基三          | 杉村六郎   | 09.2%  |
| 第6話                                                      | 6月24日       | 霊界からよみがえった妖怪                                                      | 和久田正明        | 村田忍     | 07.9%  |
| 第7話                                                      | 7月01日       | 如意棒が盗まれた!                                                             | 峯尾基三          | 門奈克雄   | 08.2%  |
| 第8話                                                      | 7月08日       | 悟空vs．大たぬき妖怪!!                                                        | 尾西兼一          | 門奈克雄   | 09.2%  |
| 第9話                                                      | 7月15日       | 悟空vs．時をこえる妖怪                                                        | 丸山比朗          | 村田忍     | 08.8%  |
| 第10話                                                     | 7月22日       | 悟空破門! キント雲で金もうけ                                                  | 尾崎将也          | 門奈克雄   | 07.6%  |
| 第11話                                                     | 7月29日       | 未来を見通す家なき子                                                          | 布勢博一 久松真一 | 村田忍     | 10.9%  |
| 第12話                                                     | 8月05日       | みんなまとめて破門します!?                                                    | 丸山比朗          | 吉田啓一郎 | 07.3%  |
| 第13話                                                     | 8月19日       | 悟空vs．男をのろい殺す女妖怪!!                                                | 布勢博一          | 村田忍     | 08.2%  |
| 第14話                                                     | 8月26日       | 悟空狂乱! 村人たち全員誘拐!                                                   | 田上雄            | 杉村六郎   | 09.1%  |
| 第15話                                                     | 9月02日       | 恐怖の妖怪収容所                                                              | 吉村ゆう          | 吉田啓一郎 | 10.7%  |
| 第16話                                                     | 9月16日       | さよなら白竜・悟空vs．提婆最終決戦                                            | 尾崎将也          | 北浦嗣巳   | 12.3%  |
| 最終話                                                     | 9月23日       | ついに到着!これが天竺大雷音寺だ!                                              | 田上雄            | 門奈克雄   | 08.5%  |
| 平均視聴率 9.65%（視聴率は関東地区・ビデオリサーチ社調べ） |               |                                                                               |                   |            |        |